# Belén Aguilera
Belén Aguilera Solana (née le 12 septembre 1995 à Barcelone) est une chanteuse et auteure-compositrice espagnole. Elle commence sa carrière musicale en publiant des reprises sur les réseaux sociaux sous le nom de scène The Girl and the Piano. En 2016, elle participe à l'émission La voz, et en 2017, elle décide de participer au casting d'Operación Triunfo, bien qu'elle ne soit pas sélectionnée pour participer à l'émission. 

## Biographie

### La vozetOperación Triunfo
Elle commence sa carrière musicale en 2014, en partageant des reprises de chansons populaires sur Facebook sous le pseudonyme The Girl and the Piano. Ces reprises, accompagnées de son piano, deviennent virales et lui permettent de se faire un nom dans l'industrie musicale espagnole. En 2016, elle participe à l'émission La voz España, où elle se rend jusqu'à l'épreuve des « battles » dans l'équipe de son coach Melendi.
En 2017, Aguilera auditionne pour Operación Triunfo 2017 avec son ami Raoul Vázquez, mais n'a pas été sélectionnée pour participer à l'émission. En 2018, elle est également sélectionnée pour assurer la première partie du concert de bienfaisance Operación Triunfo 2017 au stade Santiago Bernabéu. La même année, elle se produit au festival Coca-Cola Music Experience on the Beach, devant plus de 75 000 spectateurs. En septembre 2018, elle sort son premier morceau Tus monstruos. Une réédition de la chanson, en collaboration avec Raoul Vázquez, sort en décembre de la même année,.

### Premiers albums
En mai 2019, elle sort son premier EP Dormida, qui atteint la 11e place du classement des albums espagnols. L'EP comprend la chanson Tus monstruos (Versión Dúo) avec Raoul Vázquez, qui est également incluse dans son premier album. La même année, en septembre, elle sort une réédition de la chanson Jaque al Rey avec Edurne, qui fera également partie de son premier album
En avril 2020, elle sort Búnker, annonce son premier album et les dates de sa tournée Mía Tour. Le répertoire des concerts comprendra des chansons de son premier album et de son précédent EP Dormida. En été, la chanteuse sort son premier album studio, Como ves, no siempre he sido mía..., qui comprend des collaborations avec Edurne, Lola Índigo, Manel Navarro et Raoul Vázquez. Son premier album débute à la neuvième place du classement officiel des ventes en Espagne, la positionnant dans l'industrie espagnole comme artiste prometteuse de la pop. L'album est bien accueilli par les critiques, notant son caractère introspectif et émotionnel. Le magazine Odi O'Malley note que l'album « raconte l'histoire de quelqu'un qui devient indépendant de ses besoins émotionnels ». En septembre 2020, Aguilera devait entamer sa tournée qui devait passer par plusieurs villes d'Espagne. Cependant, en raison de la pandémie de Covid-19, les concerts sont reportés et auront lieu en 2021. Le même mois et après la reprogrammation du Mía Tour, elle sort une version acoustique de son single Mía : Unplugged. Le 27 novembre 2020, elle sort son single La Tirita avec Lola Índigo, une chanson avec laquelle Aguilera fait ses débuts pour la première fois dans le classement officiel des ventes en Espagne, atteignant la 32e place,.
Le 9 avril 2021, elle sort Fuck Off en collaboration avec le rappeur Walls. Le 28 mai 2021 sort Cristal, une ballade « des plus fortes et sincères derrière laquelle se cache une grande empathie et intelligence émotionnelle ». Le 1er septembre, Belén présente Tirando de carrete, un single qui préfigure le son qui caractérisera plus tard son deuxième album, Superpop. Le 5 novembre, le dernier single avant la sortie de l'album, CAMALEÓN, sort. Le même jour, son clip vidéo est sorti, avec des concurrents de la première saison de Drag Race España. En janvier 2022, Aguilera sort son deuxième album studio, Superpop, qui se classe en tête du classement espagnol des albums. En février 2022, elle entame la tournée Superpop Tour avec des dates dans plusieurs villes espagnoles. Le 15 mars 2022, elle est déclarée lauréate du Premio Odeón pour les artistes de la révélation pop. En avril de la même année, elle se produit au festival Los 40 Primavera Pop à Madrid. Le 27 mai 2022, elle sort son single Antagonista.

### Signature chez Sony Music
En janvier 2025, lors d'un événement Hightalks, elle déclare que son troisième album studio « est en rupture totale avec ce qui a précédé ». En février 2025, Belén Aguilera annonce une collaboration avec Clean Bandit, et se produit avec le groupe au London Palladium. Après son absence des réseaux sociaux pour se concentrer sur son prochain projet, elle déclare dans une interview que l'album sortirait « bientôt ». En mars 2025, elle annonce sa signature avec Sony Music, marquant un nouveau chapitre dans sa carrière. En outre, cette année, il est prévu qu'elle se produise au Movistar Arena de Madrid le 12 octobre 2025, et au Sant Jordi Club de Barcelone le 8 novembre 2025.

## Discographie

### Albums studio
- 2020 : Como ves, no siempre he sido mía…
- 2022 : Superpop

## Tournées
- 2021 : Mía Tour
- 2022–2023 : Superpop Tour
- 2023–2024 : Metanoia Tour